# 西河翔吾
西河 翔吾（にしかわ しょうご、1983年7月1日 - ）は、広島県広島市中区出身のサッカー選手（元プロサッカー選手、ディフェンダー）。
2017年に結婚。
2019年、FC琉球HP上では未婚となっていることから離婚したとみられる。

## 来歴
中学時代は広島大河フットボールクラブに所属。この頃からDFとしてプレーし始めた。広島市立沼田高校から広島修道大学商学部経営学科へ進学し、サッカー部に所属。在籍中、サンフレッチェ広島のホームである広島ビッグアーチでボールボーイをしていたこともある。
転機となったのは2003年、天皇杯広島県予選にあたる全広島サッカー選手権大会で、サンフレッチェ広島ユースと対戦した際に、スカウトの足立修の目に留まりサンフレッチェ広島の練習に参加。監督の小野剛にも認められ、翌2004年2月に特別指定選手となり、公式戦6試合に出場。
また、2004年12月には修道大学の主力として全日本大学サッカー選手権大会に出場し、予選リーグ初戦で筑波大学と対戦、当時筑波に所属していた平山相太を抑え、勝利に貢献した。ただ、同大会決勝トーナメント初戦も同じカードで敗戦している。
その後シーズン終了後に現役大学生のままプロ契約を交わしJリーガーとなった。同期入団は前田俊介・佐藤昭大・髙柳一誠・森脇良太・桒田慎一朗・中尾真那・入船和真。2005年終盤にはレギュラーとして活躍。2006年3月には広島修道大学を卒業したが、チームの不振や監督交代もあり、出場機会が激減した。
2006年9月に出場機会を求め、即戦力DFを求めていた徳島ヴォルティスへレンタル移籍。レギュラーを獲得し、一時はゲームキャプテンも務め、レンタル元の広島からゴールを奪うなど活躍した。2009年、広島へ復帰した。
しかし、ディフェンダーにパスワークへの参加、足元の技術を求めるミハイロ・ペトロヴィッチ監督のスタイルに対応することが出来ず、半年後の2009年6月には、主力に怪我人が続出していたモンテディオ山形へ再びレンタル移籍した。加入後すぐに主力に定着し、移籍初戦で1ゴール1アシストしチームの勝利に貢献。その後も活躍を続け、守備の要として山形のJ1残留に貢献し、山形への完全移籍を果たした。
2016年に横浜FCに完全移籍。
2018年、栃木SCへ期限付き移籍。
2018年12月6日、横浜FCは期限付き移籍の終了と契約期間の満了を発表。
2019年、FC琉球へ移籍。
2019年12月、現役引退とFC琉球のフロントスタッフ就任が発表された。なお、プロサッカー選手としての引退であり、2020年は前述のFC琉球フロントスタッフと並行して沖縄県1部リーグのFCセリオーレに所属しプレーを続けている。

## エピソード
- 2010年6月、NDソフトスタジアム山形で行われたファン感謝デーにおける「男前ダービー」で初代王者に輝いた（来場者の投票によるもの）。西河本人は投票者に謝意を示しながらも、優勝者の衣装に「恥ずかしいです…。」とコメントしている[14]。
- 2011年11月24日、山形市十日町で人身事故を起こし、モンテディオを運営する県スポーツ振興21世紀協会によって11月26日に予定されている次戦(名古屋戦)の出場禁止を命じられ、自動車安全運転講習（期日未定）までの運転禁止を課された。
- 2022年9月29日、FC琉球の元スタッフ2人にハラスメントをしたと一方的に認定され、不当に解雇されたとして、クラブを運営する琉球フットボールクラブに地位確認などを求め、那覇地裁に提訴した。[15]

## 所属クラブ
ユース経歴
- 舟入SSS (広島市立舟入小学校)
- 広島大河フットボールクラブ
- 広島市立沼田高等学校
- 2002年 - 2004年 広島修道大学 (2005年度卒業)
  - 2004年  サンフレッチェ広島  (特別指定)

プロ・アマチュア経歴
- 2005年 - 2009年  サンフレッチェ広島
  - 2006年9月 - 2008年  徳島ヴォルティス  (期限付き移籍)
  - 2009年7月 - 同年12月  モンテディオ山形 (期限付き移籍)
- 2010年 - 2015年  モンテディオ山形
- 2016年 - 2018年  横浜FC
  - 2018年  栃木SC (期限付き移籍)
- 2019年  FC琉球
- 2020年 -   FCセリオーレ

## 個人成績
| 国内大会個人成績 | 国内大会個人成績 | 国内大会個人成績 | 国内大会個人成績 | 国内大会個人成績                                 | 国内大会個人成績 | 国内大会個人成績 | 国内大会個人成績 | 国内大会個人成績 | 国内大会個人成績 | 国内大会個人成績 | 国内大会個人成績 |
| 年度             | クラブ           | 背番号           | リーグ           | リーグ戦                                         | リーグ戦         | リーグ杯         | リーグ杯         | オープン杯       | オープン杯       | 期間通算         | 期間通算         |
| 年度             | クラブ           | 背番号           | リーグ           | 出場                                             | 得点             | 出場             | 得点             | 出場             | 得点             | 出場             | 得点             |
| 日本             | 日本             | 日本             | 日本             | リーグ戦                                         | リーグ戦         | リーグ杯         | リーグ杯         | 天皇杯           | 天皇杯           | 期間通算         | 期間通算         |
| ---------------- | ---------------- | ---------------- | ---------------- | ------------------------------------------------ | ---------------- | ---------------- | ---------------- | ---------------- | ---------------- | ---------------- | ---------------- |
| 2004             | 広島             | 34               | J1               | 5                                                | 0                | 1                | 0                | 0                | 0                | 6                | 0                |
| 2005             | 広島             | 22               | J1               | 13                                               | 0                | 0                | 0                | 2                | 0                | 15               | 0                |
| 2006             | 広島             | 22               | J1               | 2                                                | 0                | 3                | 0                | -                | -                | 5                | 0                |
| 2006             | 徳島             | 33               | J2               | 8                                                | 0                | -                | -                | 1                | 0                | 9                | 0                |
| 2007             | 徳島             | 6                | J2               | 42                                               | 1                | -                | -                | 1                | 0                | 43               | 1                |
| 2008             | 徳島             | 6                | J2               | 35                                               | 2                | -                | -                | 1                | 0                | 36               | 2                |
| 2009             | 広島             | 3                | J1               | 0                                                | 0                | 0                | 0                | -                | -                | 0                | 0                |
| 2009             | 山形             | 34               | J1               | 14                                               | 1                | -                | -                | 2                | 0                | 16               | 1                |
| 2010             | 山形             | 4                | J1               | 18                                               | 1                | 3                | 0                | 4                | 1                | 25               | 2                |
| 2011             | 山形             | 4                | J1               | 11                                               | 0                | 1                | 0                | 0                | 0                | 12               | 0                |
| 2012             | 山形             | 4                | J2               | 37                                               | 1                | -                | -                | 2                | 1                | 39               | 2                |
| 2013             | 山形             | 4                | J2               | 22                                               | 4                | -                | -                | 3                | 0                | 25               | 4                |
| 2014             | 山形             | 4                | J2               | 14                                               | 0                | -                | -                | 0                | 0                | 14               | 0                |
| 2015             | 山形             | 4                | J1               | 27                                               | 2                | 5                | 0                | 2                | 0                | 34               | 2                |
| 2016             | 横浜FC           | 5                | J2               | 42                                               | 1                | -                | -                | 1                | 0                | 43               | 1                |
| 2017             | 横浜FC           | 5                | J2               | 35                                               | 2                | -                | -                | 1                | 0                | 36               | 2                |
| 2018             | 栃木             | 3                | J2               | 17                                               | 1                | -                | -                | 0                | 0                | 17               | 1                |
| 2019             | 琉球             | 30               | J2               | 6                                                | 0                | -                | -                | 1                | 0                | 7                | 0                |
| 2020             | セリオーレ       | 30               | 沖縄県1部        |                                                  |                  | -                | -                | -                | -                |                  |                  |
| 通算             | 日本             | 日本             | J1               | 90                                               | 4                | 13               | 0                | 10               | 1                | 113              | 5                |
| 通算             | 日本             | 日本             | J2               | 258                                              | 12               | -                | -                | 11               | 1                | 269              | 13               |
| 通算             | 日本             | 日本             | 沖縄県1部        | \|\|\|\|colspan="2"\|-\|\|colspan="2"\|-\|\|\|\| |                  |                  |                  |                  |                  |                  |                  |
| 総通算           | 総通算           | 総通算           | 総通算           | 348                                              | 16               | 13               | 0                | 21               | 2                | 382              | 18               |

- 2004年は特別指定選手として出場

## 出場歴
- 公式戦初出場：2004年4月29日 ナビスコカップ第2節 横浜F・マリノス戦 (横浜国際総合競技場)
  - 先発出場、26, 55分に警告2回で退場
- Jリーグ初出場：2004年9月11日 J1 2nd第4節 清水エスパルス戦 (日本平スタジアム)
  - 42分、髙萩洋次郎に替わり途中出場
- Jリーグ初得点：2007年11月25日 J2第51節 ザスパ草津戦 (ポカリスエットスタジアム)
  - 59分、金尚佑に替わり途中出場、89分ゴール

## 代表・選抜歴
- 2001年 広島県国体選抜
- 2003年 - 2004年 中国・四国大学選抜
  - デンソーカップサッカー